# World of Warcraft: Wrath of the Lich King
World of Warcraft: Wrath of the Lich King je drugi dodatak za MMORPG igru World of Warcraft. Pušten je u prodaju 13. studenog 2008. godine i u prva 24 sata ostvario je prodaju od 2.8 milijuna primjeraka, čime je ovaj dodatak postao najbrže prodavanom igrom za osobna računala. Zanimljivo je da je srušio prijašnji rekord koji je postavio prvi dodatak The Burning Crusade 16. siječnja 2007. godine s prodanih 2.4 milijuna primjeraka.
Wrath of the Lich King je donio neke promjene, kao što su: novi kontinent Northrend, novu klasu Death Knight koj je započinjala od levela 55, novi battleground pod nazivom Strand of the Ancients, maksimalni level 80, novu profesiju Inscription i poboljšani grafički engine. 
Nakon ove ekspanzije dolazi World of Warcraft: Cataclysm. 

## Igra
Prva ekspanzija je povećala maksimalni level sa 60 na 70 a Wrath of the Lich King ga je povećao sa 70 na 80.

### Death Knights
Death Knights su prema priči nastali tako da je Lich King "oživio" ubijene ljude i postavio ih za svoje sluge. Oni su bili prva herojska klasa World of Warcraft (druga su Demon Hunters) Heroj klase su klase koje započinjaju igru s većim početnim levelom (u ovom slučaju 55). Ispunjavaju uloge Tank i Damadge. Imaju 3 specijalizacije: blood, frost i unholy. Blood specijalizacija koristi se manipulacijom tuđe krvi protiv neprijatelja, a Death Knight krvi u svoju korist. Frost specijalizacija se koristi napadima i kombinacijom frost (ledenig) moći. Unholy specijalizacija se oslanja na trovanje protivnika i šavanja svojeg zlog duha "ghoul" na protivnika. Koriste plate armour i oružja s ucrtanim runama na sebi koje im daju moći. Imaju i svoju profesiju koja se bavi samo runama a dostupna je samo njihovoj klasi.
Novostvoreni Death Knight-ovi su imali veći spektar moći s kojim su krećali u igru. Početne talente su zarađivali obavljanem questova u svojoj početnoj zoni (Eastern Plaguelands). Igrač mora završiti sve početne questove u toj zoni da bi mogao nastaviti svoju avanturu na Azerothu. Horda i Saveznici mogu imati Death Knightove u bilo kojoj rasi osim Pandarena.

### Northrend
Northrend je novi kontinent na sjeveru Azerotha. Kontinent je otprilike upola manji nego Istočna Kraljevstva ali poklapa se s Outlandom u dužini i širini. Iako najsjeverniji kontinent nije cijeli zaleđen već ima par zona koje vrve životom i šumama.
Sadrži osam zona a najniži level za početak avanture je 68, iako je moguće posjetiti taj kontinent i u najranijim levelima iz Stormwinda i Orgrimara. Igrači dolaze na Brodu (Saveznici) ili u zepelinima (Horda), u zone Howling Fjord ili Borean Tundra. Zone se nalaze na suprotnim krajevima kontinenta. Howling Fjord je dom zlim poludivovima Vrykul koji se nalaze većinom u Utgarde Keep-u, prvom dungeonu u ekspanziji. The Dragonblight i Grizzly Hills zone su locirane na jugoistočnom ili centralnom dijelu kontinenta. The Ursine Furbolgs prebivaju u šumama Grizzly Hills-a. Dragonblight je zapravo veliko groblje zmajeva koji tamo dolaze na samrt. Wintergrasp je prva zona u World of Warcraft koja je dizajnirana isključivo za PvP (Player versus Player) aktivnosti, čak i na PvE (Player versus Enviroment) serverima. Sile Saveznika, ujedinjene pod vodstvom kralja Varian Wrynn-a su došle na Northrend s ciljem da osvete bivše Savezničko kraljestvo Lordaeron koje je izdano od strane princa Arthas Menethila pod kontrolom Lich Kinga. 
Forsaken i njihova kraljica Slyvanas Windrunner, su također došli s novom zarazom za koju smatraju da će biti korisna protiv Lich Kingovih sluga. Forsaken također traže osvetu zbog onoga što im je Arthas uradio. Postavili su svoju vojnu bazu i nazvali je "Vengeance Landing" te naselje pod nazivom "New Agamand", oboje u Howling Fjordu. Čarobnjaci Dalarana su se također relocirali, zajedno sa svojim gradom Dalaranom u Northrend da se sukobe sa sve većom prijetnjom Plavog Dragonfighta, predvođeni Malgyo-om i Lich King-om. Grad Dalaran ima funkciju grada Shattrata iz The Burning Crusade kao glavnog grada ekspanzije za obe fakcije. Dalaran levitira iznad Crystalsong Šume te može biti pristupljen letom ili s tla. Ekspanzija sadržava također i četiri nova životinjska duha:  Loque'nahak, Gondria, Skoll i Arcturis. Također nam predstavlja Proto-Zmajeve (odlikuju ih kratke ruke, veliki zubi i velika krila), divovskog dinosaura Kralja Krush-a koji vreba u đunglama Sholazar porečja. Arthas Menethil i Ner'zhul, zajedno čine Lich Kinga koji je glavni fokus ove ekspanzije. 

## Radnja
Poslije pročišćavanja Sunwella zavladao je period sumnjive tišine. Odjednom vojska nemrtvih je pokrenula napad protiv gradova i sela na Azerothu, no ovaj put je to doseglo masivne proporcije. Pod pritiskom da odgovori protunapadom, predvodnik Horde Thrall šalje ekspediciju na Northrend pod vod Garrosh Hellscream-a. U međuvremenu nestali kralj ljudi Varian Wyrnn se vraća u Stormwind na svoj tron. On šalje jednako moćnu vojsku na Northrend pod vodstvom Bolvar Fordragon-a da porazi Lich Kinga i bilo koju Hordovsku vojsku na koju naleti. Kasnije su se udružile Saveznička i Hordina vojska te napadaju Lich King-ovu tvrđavu Wrathgate. Apotekar Putress in njegova vojska (nemrtvih) puštaju veliku bolest na bojište koja ubija pripadnike Horde, Saveznika i Lich King-ove vojske. U međuvremenu Varimathras napada Undercity (glavni grad nemrtvih) i skoro ubija Sylvanas. Kasnije je Undercity povraćen a izdajice ubijene. Svi ti događaji stvaraju pomutnju u Hordi čiji su članovi počeli sumnjati u Sylvanas i nemrtve. Ispred Wrathgate-a je umrlo mnogo dobrih vojnika a među njima i Bolvar Fordragon, inače Varian-ov dobar prijatelj. Od tog događaja su se odnosi između Horde i Saveznika dodatno pogoršali.

### 3.1.0 Secrets of Ulduar (Tajne Ulduara)
Pobjede Saveznika i Horde na Northrendu su se pomalo redale jedna za drugom no sve je to bilo nebitno pred otkrićem Brann Bronzebeard-a, drevnog kompleksa titana, Ulduara. Ova misteriozna utvrda je dugo služila kao zatvor starog boga Yogg-Saron-a, nemjerljiva količina njegova zla se širila diljem Northrenda. Uz Brannovu pomoć mali broj Hordinih i Savezničkih jedinica infiltrira se u Ulduar suočiti se s Yogg-Saron-om.

### 3.2.0 Call of the Crusade (Poziv Križara)
U pripremama za finalnu ofenzivu protiv Lich King-a, Argent Crusade (savez svetih ratnika iz Order of the Silver Hand i Argent Dawn) se okupio pred Icecrown Citadel da izaberu najbolje ljude i pripreme napad na Lich King-a. Tirion Fordring organizira turnir da testira potencijalne heroje Horde i Saveznika, ali nemrtvi se pojavljuju i sabotiraju događaj. Napad nemrtvih kulminirao je s pojavljivanjem divovskog crypt lorda Anub'arak-a koji pokušava ubiti Tirionovu elitu prije nego što je uopće sastavljena.

### 3.3.0 Fall of the Lich King (Pad kralja mrtvih)
I kako se finalna bitka protiv Lich King-a približavala, ljudska čarobnica Jaina Proudmoore i Sylvanas Windrunner su krenule u srce Northrenda. Obje su došle iz različitih razloga: Jaina se nadala da će otkriti dali dio njenog bivšeg ljubavnika i prijatelja Arthas-a i dalje živi u njegovu tijelu, a Sylvanas da se osveti. Uz pomoć njih dvije Azerothovi šampioni su ušli u Icecrown Citadel i pobili sva Lich Kingova čudovišta. Arthas je na kraju ubijen uz pomoć Tiriona Fordringa, te se na kraju saznala prava istina o nemrtvima.

## Razvoj
World of Warcraft: Wrath of the Lich King je predstavljen 3. kolovoza 2007. na prvom danu BlizzCon-a. S ovom ekspanzijom poboljšan je grafički engine. Ubačeni su novi alati za sjenčenje, nova vatra, realističnije sjene i mogućnost da se smanje teksture likova da se pojačaju performanse kod lošijih računala.
15. listopada 2008. izdan je patch 3.0.2, naziva Wrath of the Lich King. Ubačeni su Death Knight-ovi, nove moći za ostale klase, luka je dodana u Stormwindu, novi tornjevi za zepeline u Orgrimmaru i Tirisfal Glades. Wrath of the Lich King je službeno pušten 13. studenog 2008.
Patch 3.1.0 Secrets of Ulduar je izdan 15. travnja 2009. Igrači tada otkrivaju grad titana Ulduar ali i saznaju da je to zapravo tamnica za starog boga Yogg-Saron-a. Dodano je još sadržaja poput Argent Tournament-a. Dual talent specijalizacija je dodana u korisničko sučelje s patchom 3.2.0 Call of the Crusade 5. kolovoza 2009. Patch 3.2.0 je dodao Crusader's Coliseum raid, PvP sezonu 7, nova bojna polja Isle of Conquest i neke questove Argent Tournament-a. Zadnji patch ove ekspanzije 3.3 Fall of the Lich King je pušten 9. prosinca 2009. Dodan je Icecrown Citadel raid, gdje se igrači bore s Lich Kingom i glavna priča je došla do vrhunca. Uz to dodan je Kalu'ak Fishing Derby, cross server LFG (looking for group), koji je dozvolio igračima s različitih servera da igraju zajedno u dungeonima. Patch 3.3.5 je pušten 22. lipnja 2010, bio je to manji patch uz koji je pušten manji raid Ruby Sanctum i cross-game chat uz Battle.net. Raid Ruby Sanctum uključuje borbu protiv crnog dragonblight-a koji pokušava uništiti Ruby Sanctum da olakša Deathwingov dolazak.
19. rujna 2012, Wrath of the Lich King ekspanzija je spojena s originalnim World of Warcraft kao i Burning Crusade godinu prije. To je nazvano Battle Chest.

## Kritike
Kritike za Wrath of the Lich King su bile jako pozitivne kod većine igrača.

### Prodaja
Ekspanzija je prodana u 2.8 milijuna primjeraka za 24 sata. To je bila najbrže prodavana igra svih vremena, pobijedivši rekord prijašnje ekspanzije Burning Crusade, koja je prodala 2.4 milijuna primjeraka u 24 sata. Kasnije je ekspanzija izgubila tu titulu nakon što je Blizzard pustio u prodaju Diablo III, koji je prodao 3.5 milijuna kopija u prva 24 sata.

## Poveznice
- World of Warcraft
- World of Warcraft: The Burning Crusade
- MMORPG

## Vanjske poveznice
- Blizzard Entertainment
- World of Warcraft Europe
- World of Warcraft USA
- WoWWiki